# غوردون بي إيتون
غوردون بي إيتون (بالإنجليزية: Gordon P. Eaton)‏ هو جيولوجي أمريكي، ولد في 29 مارس 1929 في دايتون في الولايات المتحدة.